# Meymaneh
Meymaneh eller Maimana (persisk: میمنه) er en by i det nordvestlige Afghanistan. Byen er provinshovedstad i provinsen Faryab. Antallet af indbyggere er anslået til 70.000. Ca. halvdelen af befolkningen er usbekere.
Byen har en ubemandet flyveplads med grusdækkede landingsbaner.

## Kultur
Hver mandag og torsdag er der marked i byen, og hver fredag er der buskhashi-kamp udenfor byen.

## Stabiliseringsstyrken i Meymaneh
En stabiliseringsstyrke (engelsk: PRT) tilhørende ISAF, holder til i byen. Stabiliseringsstyrken har lånt infanteri fra Norge (273 soldater), og fra Letland en militærenhed med specialister inden for rydning af eksplosiver.